# Statyka chemiczna
Statyka chemiczna – dział chemii fizycznej zajmujący się badaniem reakcji chemicznych znajdujących się w stanie równowagi.